# Самарийпентамедь
Самарийпентамедь — бинарное неорганическое соединение
меди и самария
с формулой Cu5Sm,
кристаллы.

## Получение
- Сплавление стехиометрических количеств чистых веществ:

{\displaystyle {\mathsf {5Cu+Sm\ {\xrightarrow {890^{o}C}}\ Cu_{5}Sm}}}

## Физические свойства
Самарийпентамедь образует кристаллы
гексагональной сингонии, пространственная группа P 6/mmm, параметры ячейки a = 0,5074 нм, c = 0,4099 нм, Z = 1,
структура типа пентамедькадмия Cu5Cd
.
Соединение образуется по перитектической реакции при температуре 890°С
.